# Marcello Bergamo
Marcello Bergamo (Ponta di Piave, Treviso, Vèneto, 16 de diciembre de 1946) fue un ciclista italiano, que fue profesional entre 1969 y 1978. Durante su carrera deportiva destaca la victoria a la general de la Vuelta a Levante de 1974 y la Milán-Turín de 1973.
Su hermano Emmanuele también fue ciclista profesional.

## Palmarés
- 1970
  - 1º en el Gran Premio de la Industria y el Comercio de Prato
  - Vencedor de una etapa de la Tirreno-Adriático
- 1971 
  - Vencedor de una etapa del Tour de Romandía
- 1973 
  - 1º en la Milán-Turín
  - Vencedor de una etapa del Tour de Romandía
- 1974 
  - 1º en el Giro de Campania
  - 1º en la Vuelta a la Comunidad Valenciana y vencedor de una etapa
  - 1º en el Circuito de Premeno
  - Vencedor de una etapa del Giro de Puglia

### Resultados al Giro de Italia
- 1969. 23º de la clasificación general
- 1970. 27º de la clasificación general
- 1971. Abandona (3ª etapa)
- 1972. 13º de la clasificación general
- 1973. Abandona (11.ª etapa)
- 1974. Abandona (18º etapa)
- 1975. 20º de la clasificación general
- 1976. Abandona (20.ª etapa)
- 1977. 87.º de la clasificación general

### Resultados al Tour de Francia
- 1976. 38.º de la clasificación general